# Эллиотт, Уолтер (звуковой монтажёр)
Уолтер Эллиотт (англ. Walter Elliott) (19 ноября 1903 – 10 августа 1984) — американский звуковой монтажёр.

## Карьера
Уолтер Эллиотт родился 19 ноября 1903 года в Де-Мойне, штат Айова.
Он начал свою карьеру звукового монтажёра в голливудской киноиндустрии с фильма «Кинг-Конг» (1933) и работал над созданием более чем двадцати фильмов до 1963 года.
Он часто работал с режиссёрами Эрнестом Б. Шодсаком и Стэнли Крамером.
На церемонии вручения премии «Оскар» 1964 года Эллиотт получил премию «Оскар» за лучший звуковой монтаж в фильме Стэнли Крамера «Это безумный, безумный, безумный, безумный мир» (1963) со Спенсером Трейси, Сидом Сизаром и Эди Адамс в главных ролях. Уолтер Эллиотт стал первым, кто получил «Оскар» в этой категории. «Безумный мир» также стал последним фильмом над которым он работал звуковым монтажёром.
Следующий фильм Эллиотта «Тайна убийства парящего маньчжурского орла» (1975), над которым он работал музыкальным монтажёром и который вышел спустя 12 лет после его в то время последнего «Безумного мира», стал его последним в целом.
Он умер 10 августа 1984 года в Карролтоне, штат Техас в возрасте 80 лет.

## Фильмография
- Кинг-Конг (1933)
- Сын Конга (1933)
- Kentucky Kernels (1934)
- Она (1935)
- Гибель Помпеи[англ.] (1935)
- The Rainmakers (1935)
- Могучий Джо Янг (1949)
- Большое небо[англ.] (1952)
- Карнавальная история (1954)
- Под водой! (1955)
- Золото Панчо Вильи (1955)
- Glory (1956)
- Завоеватель (1956)
- В утро Великого дня (1956)
- Мир животных (1956)
- К солнцу[англ.] (1956)
- Гордость и страсть (1957)
- Гамелинский крысолов[англ.] (1957)
- Не склонившие головы (1958)
- На берегу (1959)
- Пожнёшь бурю (1960)
- Взрывное поколение (1961)
- Нюрнбергский процесс (1961)
- Точка давления (1962)
- Ребёнок ждёт (1963)
- Это безумный, безумный, безумный, безумный мир (1963)
- Тайна убийства парящего маньчжурского орла (1975)